# 聖赫利爾 (人物)
聖赫利爾 （Saint Helier） 是6世紀苦修的隱士，又是海峽群島澤西島的主保聖人，尤其是城鎮的和聖赫利爾 （Saint Helier） 教區的主保聖人。聖赫利爾是該島的首要城鎮。他稱呼做為人治療的聖人，治療皮膚疾病和眼疾。